# Генри (тропический шторм, 2009)
Тропический шторм Генри (англ. Tropical Storm Henri) — десятый по счёту тропический циклон и восьмой по счёту шторм, получивший собственное имя в сезоне атлантических ураганов 2009 года.
Циклон сформировался 6 октября 2009 года в результате тропической волны тёплого воздуха и почти всё время своего существования двигался в северо-западном направлении. 7 октября циклон усилился до нижней границы статуса тропического шторма по шкале классификации ураганов Саффира — Симпсона. В течение всего периода атмосферное возмущение не имело чёткой организации конвективных потоков, а дальнейшему усилению шторма мешали постоянные сдвиги ветра, действующие в средней и верхней частях циклона. После достижения пика интенсивности 7 октября сила шторма пошла на спад, расформировавшись в течение следующих суток до обычной области низкого давления.
Тропический шторм Генри всё время своего существования находился в открытых водах Атлантического океана, поэтому не причинил никакого ущерба человеческой деятельности. Тем не менее, Генри оказался интересным для метеорологов по причине его внезапного образования и такого же быстрого исчезновения, что находилось в противоречии с прогнозами специалистов по конкретно взятой синоптической карте Атлантики.

## Метеорологическая история

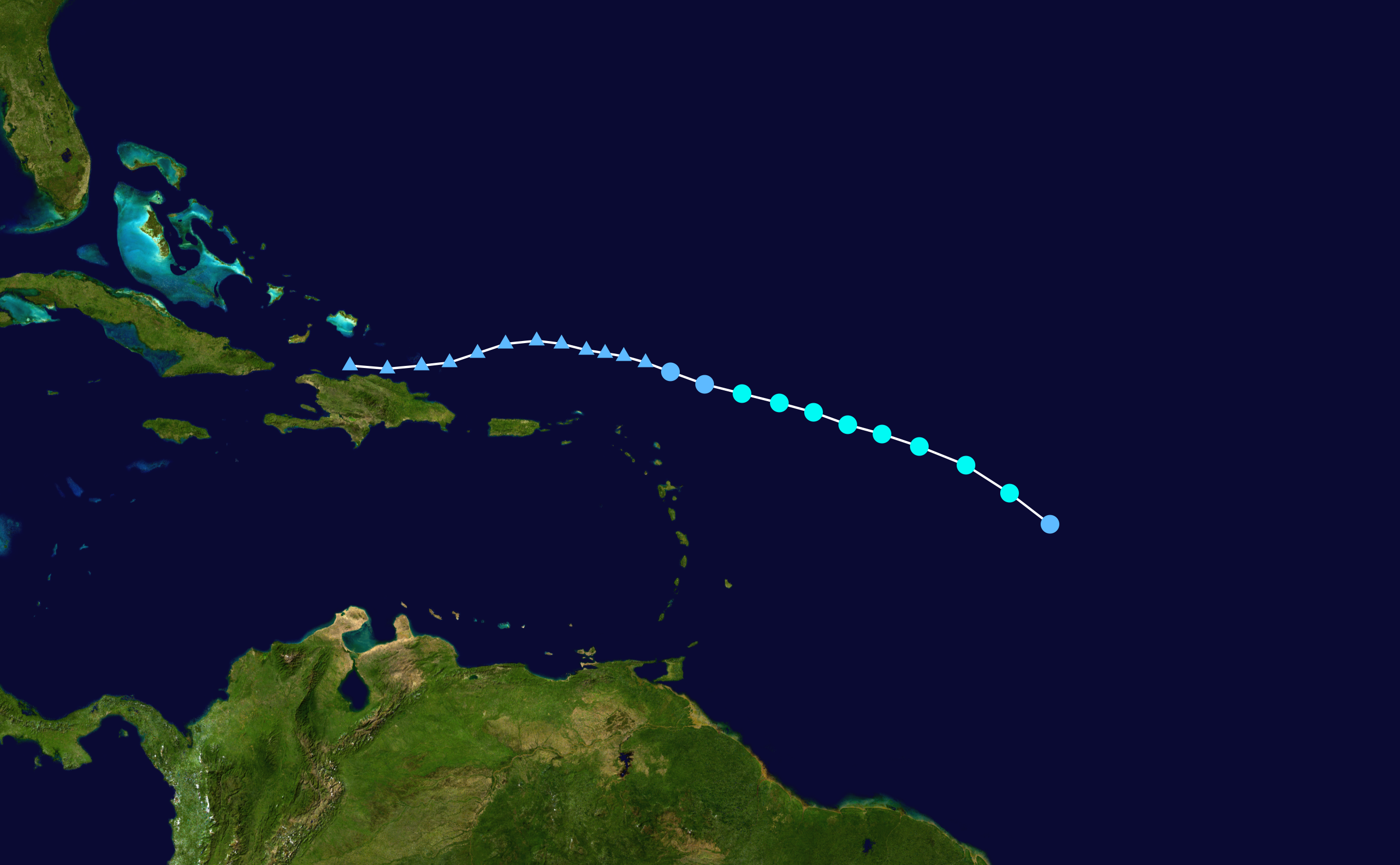
Траектория движения Тропического шторма Генри

Тропический шторм Генри образовался из тропической волны тёплого воздуха, начавшей движение 1 октября 2009 года от западного побережья Африки в направлении Карибского моря, формируя по пути следования небольшой дождевой фронт и область грозовой активности. 4 октября на периферии тропической волны появились неорганизованные конвективные воздушные потоки, что заставило специалистов Национального центра прогнозирования ураганов США предположить дальнейшее развитие конвекции в систему тропической депрессии. 5 октября область атмосферного возмущения находилась в 1530 километрах к востоку от Наветренных островов и постепенно становилась более организованной в части конвекции воздушных потоков. К концу суток на обширной территории образуется область низкого давления, связанная с движущейся в западном направлении тропической волной. 6 октября в 00:00 по всемирному координированному времени циклону сразу (минуя уровень тропической депрессии) был назначен статус тропического шторма с присвоением очередного имени Генри из списка резервированных названий штормов сезона атлантических ураганов 2009 года. Генри в этот момент находился в 1250 километрах к востоку от Малых Антильских островов.
Дальнейшему усилению шторма препятствовали сильные сдвиги ветра, действующие в юго-западной части циклона, поэтому Генри продолжительное время не мог наращивать силу, сохраняя основную зону конвекции воздушных потоков в своей западной части и направление движения в сторону Карибского моря. К концу суток 6 октября вектор направления перемещения шторма изменился на северо-запад в обход южной границы области действия Азорского антициклона. К 6 часам утра следующих суток по всемирному координированному времени тропический шторм Генри достиг своего максимума интенсивности с показателями постоянной скорости ветра в 85 км/ч и минимальным атмосферным давлением в центре циклона в 753,8 миллиметров ртутного столба.
Сразу после достижения максимума интенсивности сила тропического шторма пошла на спад, чему в большей степени способствовал возникший вертикальный сдвиг ветра в самом центре конвективной системы и разделение центра вращения циклона с основной его областью грозовой активности. К утра 8 октября статус шторма был понижен до уровня тропической депрессии, в которой согласно спутниковым данным наблюдались деорганизованные конвективные потоки, разбросанные на широкой области действия циклона. Через 12 часов после перехода в тропическую депрессию циклон расформировывается до обычной области низкого давления, остатки которой продолжают движение на северо-запад в течение следующих суток. К началу 10 октября остатки тропического циклона полностью рассеялись в зоне действия антициклона, находившегося в западной части Атлантического океана.

## Воздействие
Всё время своего существования тропический шторм Генри находился над водной поверхностью Атлантического океана, не оказав никакого воздействия на островные или континентальные части суши. Штормовых предупреждений не объявлялось, а также не было зарегистрировано ни смертельных исходов, ни фактов повреждения имущества. Специалисты Национального центра прогнозирования ураганов США ещё за 36 часов до образования шторма с 30%-ной вероятностью прогнозировали усиление области низкого давления до уровня тропической депрессии, однако качественный скачок атмосферного возмущения в статус тропического шторма стал для метеорологов полным сюрпризом.